# Pasmaditta jungermanniae
Pasmaditta jungermanniae é uma espécie de gastrópode  da família Punctidae.
É endémica da Austrália.
Os seus habitats naturais são: florestas temperadas e áreas rochosas.
Está ameaçada por perda de habitat.